# Piszczanyj Brid (rejon nowoukraiński)
Piszczanyj Brid (ukr. Піщаний Брід) – wieś na Ukrainie, w obwodzie kirowohradzkim, w rejonie nowoukraińskim, siedziba hromady. W 2024 liczyła 2108 mieszkańców.